# Vexillum moisei
Vexillum moisei är en snäckart som beskrevs av McGinty 1955. Vexillum moisei ingår i släktet Vexillum och familjen Costellariidae. Inga underarter finns listade i Catalogue of Life.